# 季布羅瓦 (塔拉拉伊夫卡區)
50°45′47″N 33°4′16″E / 50.76306°N 33.07111°E
季布羅瓦（烏克蘭語：Діброва），是烏克蘭北部的村莊，隸屬切爾尼希夫州的普里盧基區。該村面積0.34平方公里，海拔高度156米，2001年人口52，人口密度每平方公里154.8人。